# Lech Mokrzecki
Lech Marian Mokrzecki (ur. 5 kwietnia 1935 w Warszawie, zm. 26 lipca 2021 w Gdańsku) – polski pedagog oraz wiolonczelista, nauczyciel akademicki Uniwersytetu Gdańskiego i Akademii Muzycznej im. Stanisława Moniuszki w Gdańsku, w latach 1985–1987 prorektor UG.

## Życiorys
Urodził się w rodzinie Justyna (1897–1939), właściciela majątku Dzitryki, majora Wojska Polskiego, i Ireny z Druhowinów (1908–1995), nauczycielki. W 1951 uzyskał maturę w I Gimnazjum i Liceum im. Mikołaja Kopernika w Toruniu. W 1956 został absolwentem historii Uniwersytetu Mikołaja Kopernika, w 1955 toruńskiej Państwowej Średniej Szkoły Muzycznej. W 1962 ukończył Państwową Wyższą Szkołę Muzyczną w Sopocie, w klasie wiolonczeli, uzyskując dyplom artysty muzyka, a następnie w 1964 również tytuł magistra sztuki.
Od 1956 był nauczycielem historii, śpiewu oraz gry na wiolonczeli w wielu szkołach Trójmiasta. W latach 1959–1970 był pracownikiem Państwowej Opery i Filharmonii Bałtyckiej w Gdańsku. W 1966 podjął pracę w Wyższej Szkole Pedagogicznej, w Katedrze Historii Oświaty i Wychowania na stanowisku starszego asystenta. Pracując nieprzerwanie WSP (później na Uniwersytecie Gdańskim) uzyskał w 1967 stopień doktora, w 1975 stopień doktora habilitowanego, w 1986 tytuł profesora nadzwyczajnego, a w 1993 profesora zwyczajnego. W latach 1972–2004 był również nauczycielem akademickim w Akademii Muzycznej im. Stanisława Moniuszki w Gdańsku.
W 1998 otrzymał tytuł doktora honoris causa Uniwersytetu w Linköping.
Był mężem Aleksandry z domu Horbowskiej.
Zmarł w Gdańsku, pochowany 2 sierpnia 2021 na cmentarzu Łostowickim (kwatera 116-6-4).
31 stycznia 2024 odbyła się uroczystość przekazania spuścizny prof. Lecha Mokrzeckiego do zasobu Archiwum Uniwersytetu Gdańskiego.

## Pełnione funkcje w Uniwersytecie Gdańskim
- Wicedyrektor Instytutu Pedagogiki (1978–1981)
- Dyrektor Instytutu Pedagogiki (1981–1991)
- Kierownik Zakładu Historii Nauki, Oświaty i Wychowania (1984–2005)
- Prorektor (1985–1987)

## Ordery i odznaczenia
- Odznaka „Zasłużony Działacz Kultury” (1971)
- Odznaka „Za Zasługi dla Gdańska” (1972 i 1979)
- Odznaka honorowa „Zasłużonym Ziemi Gdańskiej” (1973)
- Złoty Krzyż Zasługi (1977)
- Srebrna odznaka „Zasłużony Pracownik Morza” (1979)
- Medal Komisji Edukacji Narodowej (1980)
- Krzyż Kawalerski Orderu Odrodzenia Polski (1984)
- Medal 1000-lecia Gdańska (1998)
- Krzyż Oficerski Orderu Odrodzenia Polski (2004)[7][8]
- Medal Prezydenta Miasta Gdańska (2005)
- Brązowy Medal Uniwersytetu Gdańskiego „Honestati Doctrinae Sapientiae” (2015)[9]

Źródło:.